# Église de l'Assomption de Blesme
L'église de l'Assomption de Blesme est une église romane construite au XIIe siècle, dédiée à l'Assomption et située dans la Marne .

## Historique
L’église, d’architecture romane, date du XIIe siècle et était avant dédiée à l'Assomption de Marie ; elle est classée aux monuments historiques en 1916.

## Architecture
L'église est bâtie sur un plan de croix latine avec une abside à cinq pans. Elle a un clocher carré, au premier étage chaque côté a une baie romane et le second étage a sur chaque face deux baies géminées.

## Mobilier
Une statue de saint Lumier en bois et une poutre de gloire arrondie en fer forgé du XVIIIe siècle.